# Kotchki (oblast de Novossibirsk)
Kotchki (en russe : Кочки) est un village de Russie situé dans l'oblast de Novossibirsk. C'est le siège administratif du raïon et de la municipalité du même nom. 

## Géographie
Kotchki se trouve au bord de la Karassouk au sud-ouest de l'oblast de Novossibirsk, à 178 km à vol d'oiseau de Novossibirsk. 

## Population
Recensements (*) et estimations de la population,,: 
| 1959* | 1970* | 1979* | 1989* | 2002* | 2010* |
| ----- | ----- | ----- | ----- | ----- | ----- |
| 2 996 | 3 007 | 3 649 | 4 363 | 4 154 | 4 055 |

| 2012  | 2013  | 2014  | 2015  | 2016  | 2017  |
| ----- | ----- | ----- | ----- | ----- | ----- |
| 4 031 | 4 020 | 3 962 | 3 963 | 3 972 | 3 988 |

| 2018  | 2019  | 2020  | 2021* | - | - |
| ----- | ----- | ----- | ----- | - | - |
| 3 932 | 3 890 | 3 838 | 3 670 | - | - |